# Блинов, Михаил Александрович
Михаил Александрович Блинов (14 октября 1909, деревня Мелихово, ныне Жуковский район, Калужская область — 7 декабря 1993, Москва) — советский военный деятель, Генерал-лейтенант (1958 год).

## Начальная биография
Михаил Александрович Блинов родился 14 октября 1909 года в деревне Мелихово ныне Жуковского района Калужской области.

## Военная служба

### Довоенное время
В июне 1932 года был призван в ряды РККА и был направлен на учёбу в Ленинградскую военную школу связи, по окончании которой служил на должностях командира взвода и роты связи в 1-м полку связи в Москве.
С ноября 1938 года был слушателем Военной академии имени М. В. Фрунзе, которую закончил в 1941 году.

### Великая Отечественная война
В июле 1941 года Блинов был назначен на должность помощника начальника отдела Управления формирования и комплектования Красной Армии, в октябре 1941 года — на должность начальника 1-й части штаба 57-й стрелковой бригады, а в декабре 1942 года — на должность начальника штаба 279-й стрелковой дивизии.
В 1943 году закончил ускоренный курс Высшей военной академии имени К. Е. Ворошилова.
В октябре 1943 года полковник Михаил Александрович Блинов был назначен на должность начальника штаба 104-го стрелкового корпуса, формировавшегося в Красноармейске Саратовской обл Сталинградского военного округа, а с 9 октября 1943 по 7 января 1944 года временно исполнял обязанности командира корпуса. С марта 1944 года в составе 40-й армии корпус принимал участие в Уманско-Ботошанской, Ясско-Кишиневской, Дебреценской и Будапештской наступательных операциях.
В апреле 1945 года Блинов был назначен на должность начальника штаба 38-го гвардейского стрелкового корпуса, который принимал участие в Балатонской оборонительной и Венской наступательной операциях.

### Послевоенная карьера
В августе 1946 года генерал-майор Михаил Александрович Блинов был назначен на должность генерала для особо важных поручений главнокомандующего Сухопутными войсками.
С декабря 1949 года проходил обучение в Высшей военной академии имени К. Е. Ворошилова, по окончании которой в декабре 1951 года был назначен на должность начальника оперативного отдела — заместителя начальника штаба 8-й гвардейской армии, а в августе 1954 года — на должность начальника штаба 28-й армии. В июне 1955 года Блинов был освобождён от должности и назначен на должность генерала для особых поручений при главнокомандующем Сухопутными войсками, а в ноябре того же года — на должность генерала для особых поручений при министре обороны СССР.
В январе 1963 года генерал-лейтенант Михаил Александрович Блинов вышел в запас. Умер 7 декабря 1993 года в Москве.

## Награды
- Три ордена Красного Знамени;
- Орден Суворова 2 степени;
- Орден Кутузова 2 степени;
- Орден Отечественной войны 1 степени;
- Орден Красной Звезды;
- Медали.